# 5249 Giza
5249 Giza (1983 HJ) là một tiểu hành tinh vành đai chính được phát hiện ngày 18 tháng 4 năm 1983 bởi Thomas, N. G. ở Flagstaff.